# Seux
Seux és un municipi francès situat al departament del Somme i a la regió dels Alts de França. L'any 2007 tenia 164 habitants.

## Demografia

### Població

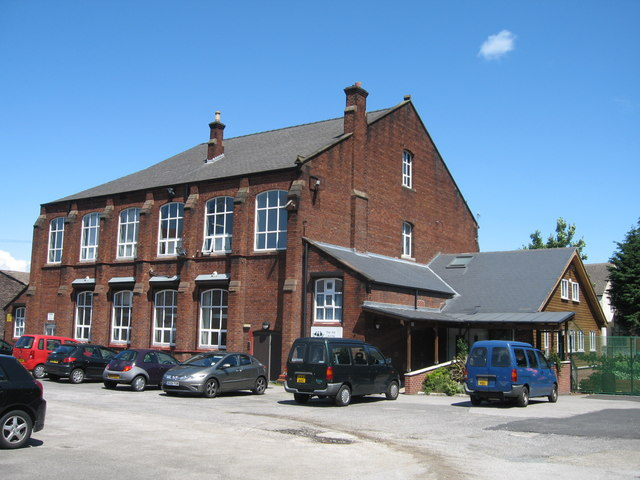
Escola de St. Sebastian

El 2007 la població de fet de Seux era de 164 persones. Hi havia 68 famílies de les quals 12 eren unipersonals (8 homes vivint sols i 4 dones vivint soles), 20 parelles sense fills, 28 parelles amb fills i 8 famílies monoparentals amb fills.
La població ha evolucionat segons el següent gràfic:
Habitants censats

### Habitatges

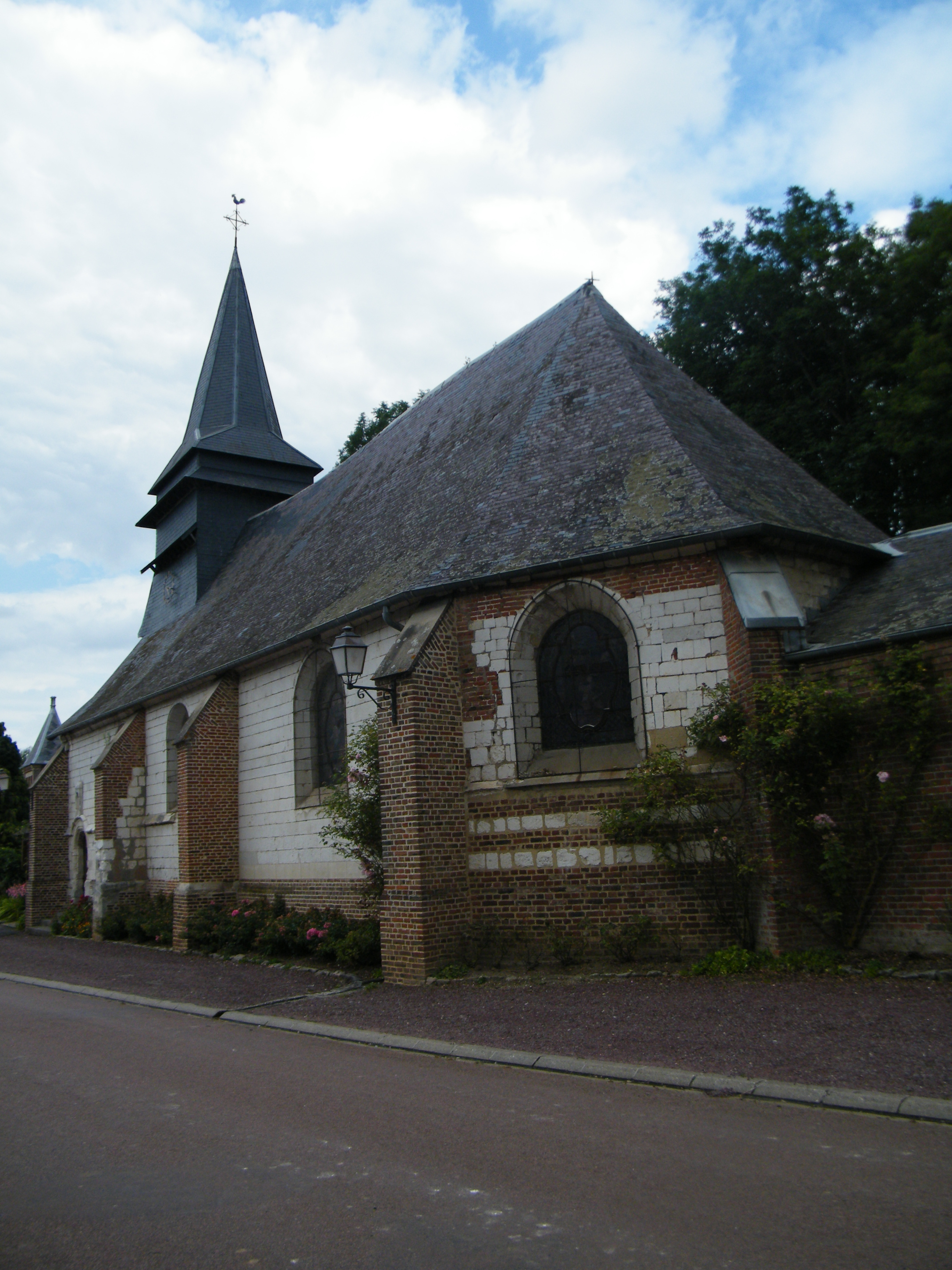

El 2007 hi havia 70 habitatges, 65 eren l'habitatge principal de la família, 1 era una segona residència i 4 estaven desocupats. Tots els 68 habitatges eren cases. Dels 65 habitatges principals, 60 estaven ocupats pels seus propietaris i 5 estaven llogats i ocupats pels llogaters; 4 tenien dues cambres, 8 en tenien tres, 14 en tenien quatre i 39 en tenien cinc o més. 54 habitatges disposaven pel capbaix d'una plaça de pàrquing. A 20 habitatges hi havia un automòbil i a 38 n'hi havia dos o més.

### Piràmide de població

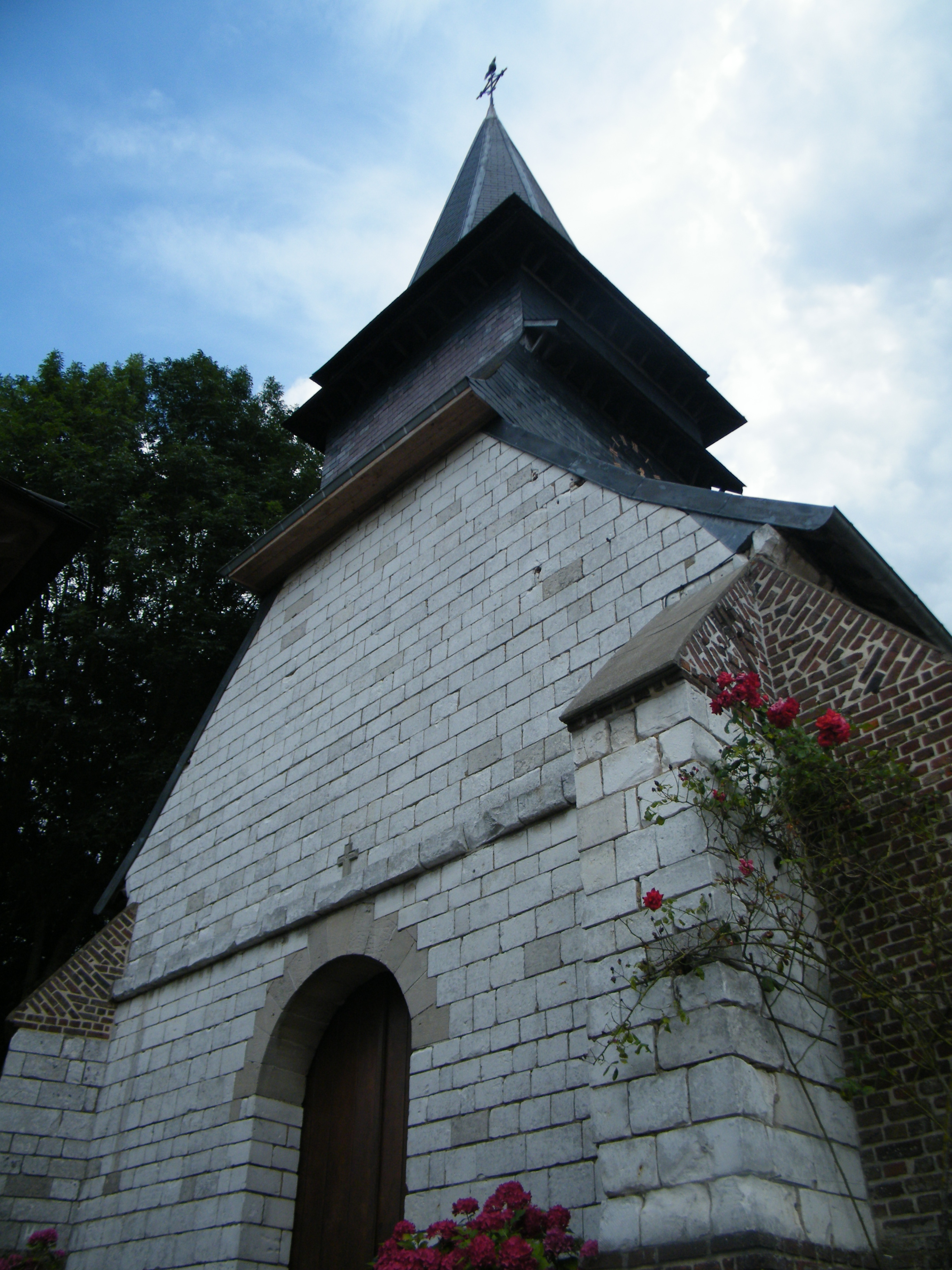

La piràmide de població per edats i sexe el 2009 era:
| Homes | Edats   | Dones |
| ----- | ------- | ----- |
| 0     | 95 o +  | 0     |
| 0     | 90 a 94 | 0     |
| 0     | 85 a 89 | 4     |
| 0     | 80 a 84 | 0     |
| 0     | 75 a 79 | 4     |
| 8     | 70 a 74 | 0     |
| 8     | 65 a 69 | 8     |
| 4     | 60 a 64 | 4     |
| 4     | 55 a 59 | 0     |
| 12    | 50 a 54 | 8     |
| 0     | 45 a 49 | 4     |
| 4     | 40 a 44 | 8     |
| 8     | 35 a 39 | 12    |
| 4     | 30 a 34 | 4     |
| 0     | 25 a 29 | 0     |
| 0     | 20 a 24 | 0     |
| 8     | 15 a 19 | 16    |
| 8     | 10 a 14 | 0     |
| 4     | 5 a 9   | 0     |
| 4     | 0 a 4   | 8     |

## Economia

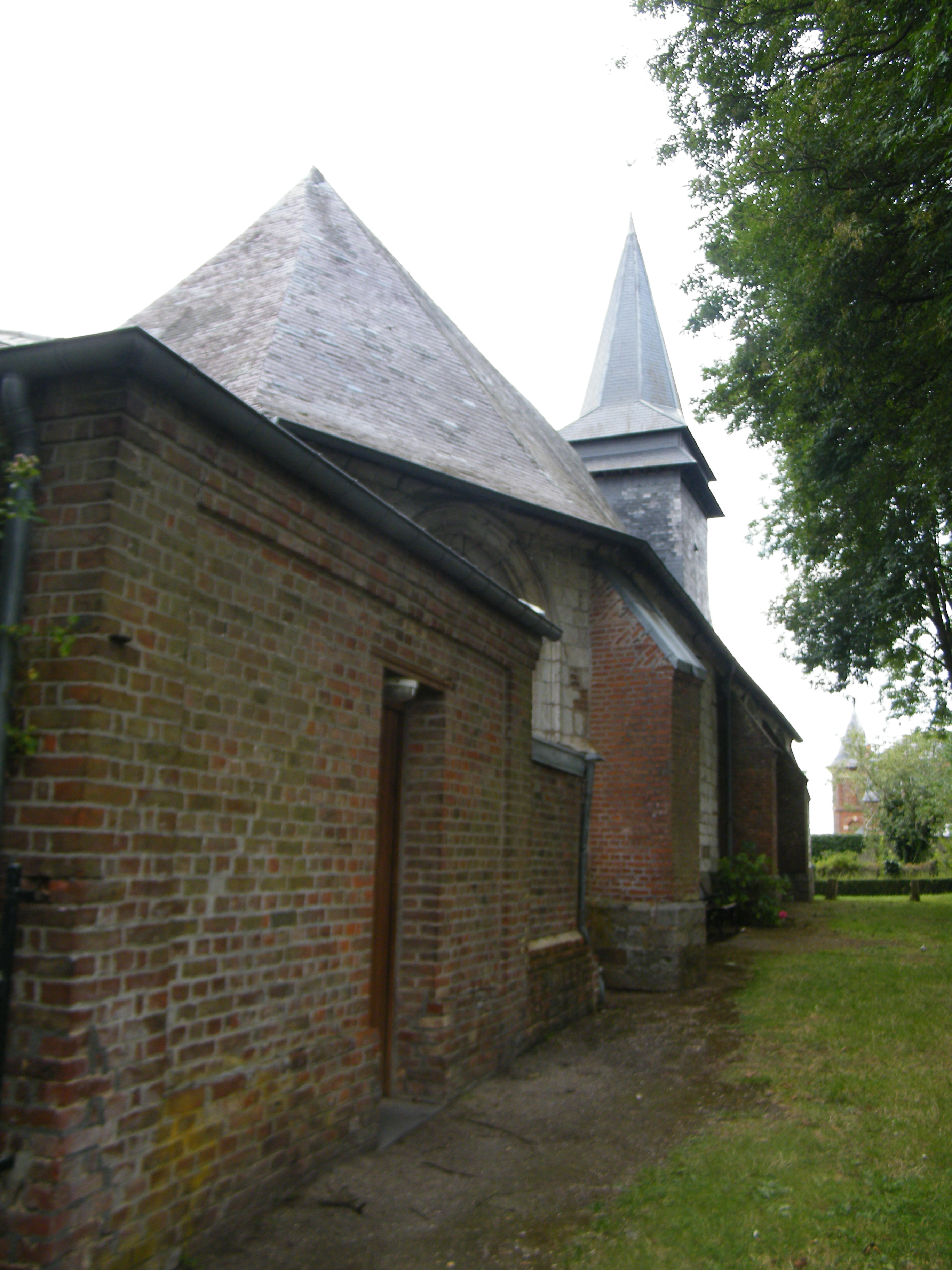

El 2007 la població en edat de treballar era de 108 persones, 83 eren actives i 25 eren inactives. De les 83 persones actives 78 estaven ocupades (40 homes i 38 dones) i 5 estaven aturades (2 homes i 3 dones). De les 25 persones inactives 12 estaven jubilades, 9 estaven estudiant i 4 estaven classificades com a «altres inactius».

### Ingressos
El 2009 a Seux hi havia 62 unitats fiscals que integraven 156,5 persones, la mediana anual d'ingressos fiscals per persona era de 21.285 €.

### Activitats econòmiques
Dels 2 establiments que hi havia el 2007, 1 era d'una empresa de construcció i 1 d'una empresa immobiliària.
L'únic servei als particulars que hi havia el 2009 era una fusteria.
L'any 2000 a Seux hi havia 10 explotacions agrícoles.

## Equipaments sanitaris i escolars

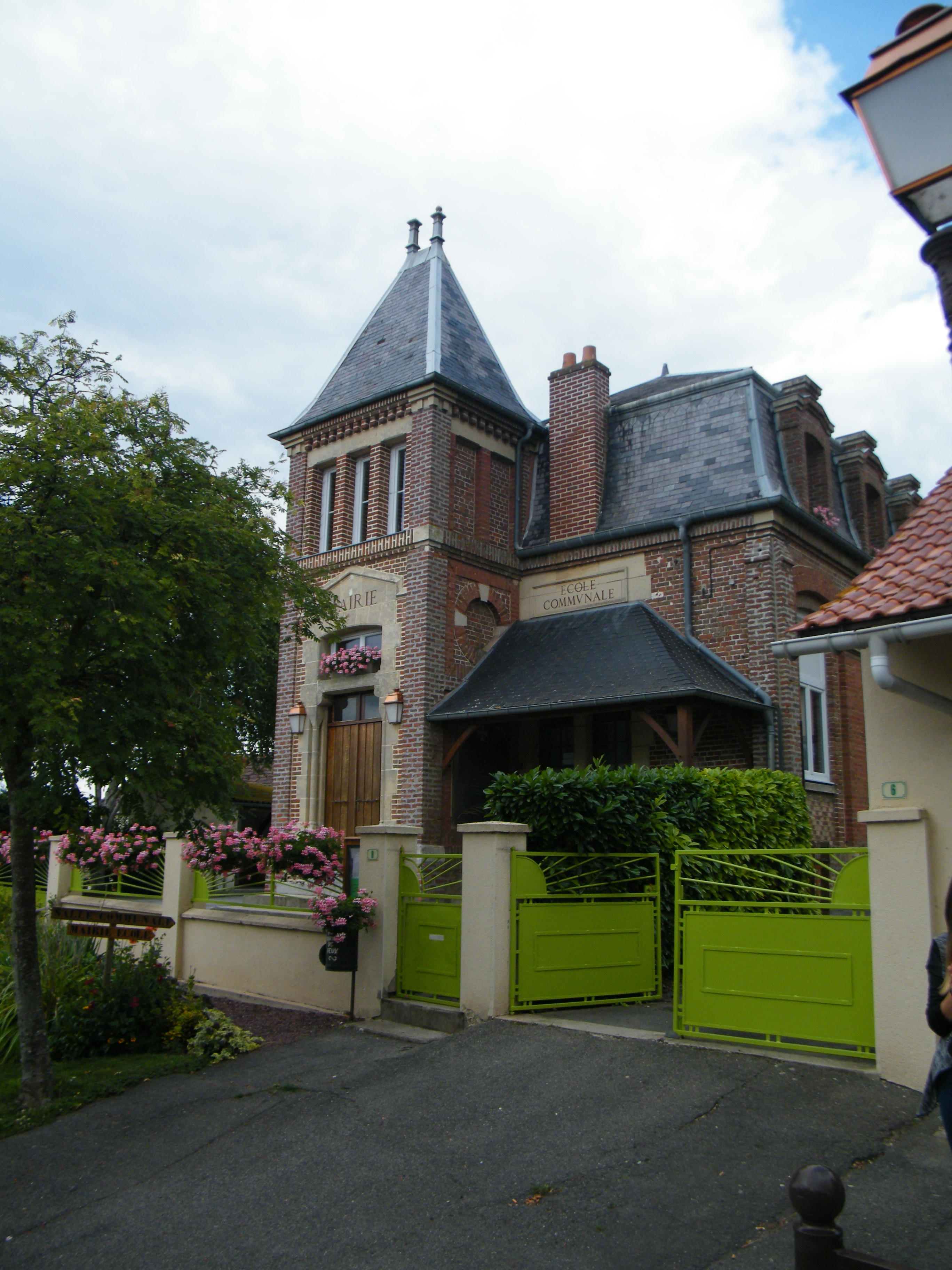

El 2009 hi havia una escola maternal integrada dins d'un grup escolar amb les comunes properes formant una escola dispersa.

## Poblacions més properes

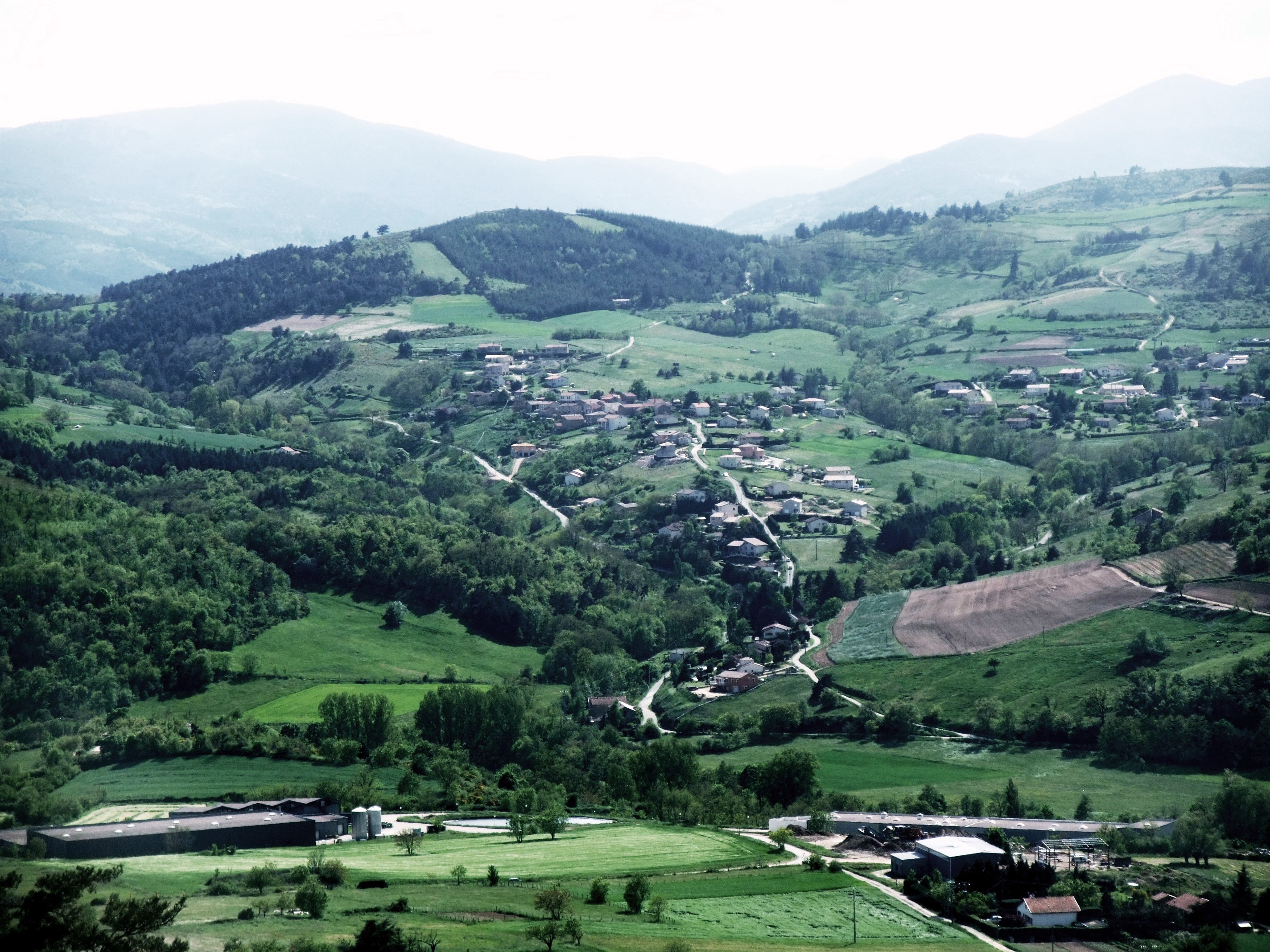

El següent diagrama mostra les poblacions més properes.